# Ján Eugen Kočiš
Ján Eugen Kočiš (25. června 1926, Pozdišovce – 4. prosince 2019, Prešov) byl slovenský řeckokatolický biskup rusínského původu, který působil v České republice.

## Život
Na kněze byl vysvěcen r. 1951. V padesátých letech byl vězněn, po amnestii v r. 1960 musel pracovat v Čechách v manuálním zaměstnání (při výkopových pracích). V r. 1967 jej F. M. Davídek tajně vysvětil na biskupa.
Jako kněz působil jako kancléř biskupského vikariátu v Praze (1993-1996), protosyncel (generální vikář) apoštolského exarchátu v České republice (1996-2003) a jeho syncel, tj. biskupský vikář (od roku 2003). Dne 23. února 2002 byl jmenován papežským prelátem. V r. 2003 přijal podmínečné biskupské svěcení a 24. dubna 2004 titulárním biskupem abrittským, od 7. října 2006 byl biskupem emeritním. Zemřel krátce po půlnoci 4. prosince 2019 ve věku 93 let v Prešově.